# Juan de Maldonado
Juan de Maldonado S.J. (en latín: Ioannes Maldonatus) (Casas de la Reina, 1533-Roma, 5 de enero de 1583) fue un jesuita y exegeta español, concretamente extremeño, con gran importancia en la Reforma católica.

## Biografía
Muy joven empezó a estudiar gramática en la Universidad de Salamanca, completando después Artes o Filosofía y Sagrada Teología. Algunos de sus profesores fueron Hernán Núñez, el Pinciano de griego, Francisco de Toledo (antes de ingresar en la Compañía de Jesús) de Filosofía y Domingo de Soto O.P. de Teología.
Allí obtuvo tal distinción que al término de sus estudios en 1556 fue designado profesor, enseñando durante un corto tiempo filosofía y aceptando luego la cátedra de teología. Tuvo gran éxito, pero su fama le alarmó ya que estaba determinado a seguir una vida de renuncia al mundo. Por ello en 1562 renunció a su magisterio y se fue a Roma, donde el 10 de agosto fue recibido en la Compañía de Jesús como novicio en el noviciado de San Andrés del Quirinal, siendo ordenado sacerdote al término de ese año y nombrado para una cátedra en el Collegium Romanum. En 1563 fue enviado por el general de la orden a París, donde fue hecho profesor en el colegio de Clermont, aunque la hostilidad manifestada hacia los jesuitas le impidió comenzar sus clases hasta el año siguiente. Al principio impartió clases sobre filosofía, atrayendo gran audiencia, pero en octubre de 1565 fue nombrado profesor de teología, al desear los jesuitas contrarrestar el galicanismo de la Sorbona y desaprobar su moderada oposición al calvinismo. Aquí de nuevo su popularidad fue enorme, pero en 1570 su actividad en París cesó por un tiempo cuando él y nueve compañeros fueron enviados por el general de la orden a Poitiers para fundar una casa para la enseñanza y conversión de jóvenes calvinistas. Sin embargo, tuvo poco éxito y el 10 de octubre retomó sus clases en París, interrumpidas solo por un viaje misionero de unas cuantas semanas a Sedan y Lorena. Hasta agosto de 1576 enseñó con prestigio siempre creciente, aunque fue confrontado por los celos de la Sorbona. Fue acusado de haber influido al moribundo Montbrun, presidente de St. André, para que hiciera testamento en favor de los jesuitas, pero fue rápidamente absuelto, aunque tuvo que enfrentarse a una acusación más seria a causa de sus dudas sobre la Inmaculada Concepción. Él estaba en sintonía con el concilio de Trento, pero la Sorbona, que había aceptado el dogma en 1497 en armonía con un decreto del concilio de Basilea, le acusó de herejía en 1574.
El arzobispo de París, Pierre de Gondy, absolvió a Maldonado de la acusación, lo que no impidió que la Sorbona de nuevo le acusara de herejía por haber expresado la opinión, en una clase pronunciada seis años antes, de que a ningún alma se le requería permanecer en el purgatorio más de 10 años en total, mientras que la idea usual postulaba siete años de expiación por cada pecado no expiado durante la vida. Retorciendo esta mera opinión en una declaración categórica, la Sorbona presentó cargos contra Maldonado ante el parlamento y el debate se enconó hasta que el papa Gregorio XIII, a solicitud de ambas partes, intervino y declaró a Maldonado ortodoxo en sus enseñanzas. Este pudo retomar sus clases, que había rehusado impartir durante el juicio, el 6 de mayo de 1576, pero su vacilación a permanecer más tiempo en París, combinada con el deseo del papa de reconciliar a la Sorbona y Clermont, dio como resultado su traslado al colegio de Bourges, donde halló algo de descanso para dedicarse a la obra literaria. Al final de 1578 fue designado visitador de su orden en la provincia de Francia y en esa capacidad dedicó mucha energía al desarrollo de la universidad de Pont-à-Mousson, que había sido fundada por el cardenal de Guisa en 1573 y puesta bajo control jesuita. Agotado por sus deberes, se retiró para un breve descanso a Bourges, pero el 1 de agosto de 1580, Everardo Mercuriano, cuarto general de la orden, murió y Maldonado fue enviado a Roma como diputado de la provincia de Francia para asistir a la elección de un nuevo general, fijada para abril de 1581. Se apresuró a Italia, siendo invitado para presidir la elección y en esta capacidad proclamó a Acquaviva quinto general de los jesuitas. El nuevo superior le retuvo en Roma en el Collegium Romanum para darle descanso y materiales para el término de sus comentarios sobre la Sagrada Escritura y el papa le designó miembro del comité para la revisión del Pentateuco, pero no vivió para terminar esta última obra.

## Obras
- Commentarii in quattuor Evangelia (2 volúmenes, Pont-à-Mousson, 1596-97);
- Commentarii in Prophetas quattuor Jeremiam, Baruch, Ezechielem et Danielem (Tours, 1611);
- Tractatus de cærimontis missæ (mejor editado por P. Zaccaria, Bibliotheca Ritualris, iii, Roma, 1781).

Su Opera varia theologica fue editada por dos doctores de la Sorbona, Dubois y Faure (3 volúmenes, París, 1677).
En 1950 la BAC reeditó una versión castellana de los Comentarios a los cuatro evangelios, en 3 volúmenes con introducción y notas del padre Luis Mª Jiménez Font S.J.